# Serve di San Giuseppe
Le Serve di San Giuseppe (in spagnolo Siervas de San José) sono un istituto religioso femminile di diritto pontificio: le suore di questa congregazione pospongono al loro nome la sigla S.S.J.

## Storia

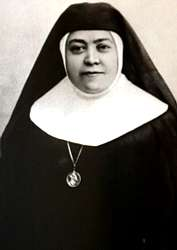
Bonifacia Rodríguez Castro, fondatrice della congregazione

La congregazione venne fondata da Bonifacia Rodríguez Castro (1837-1905) con l'aiuto del padre gesuita Francisco Javier Butiñá Hospital (1834-1899) per l'apostolato verso il mondo dei lavoratori operai: il 10 gennaio 1874 la Rodríguez Castro e cinque sue compagne iniziarono a condurre vita comune a Salamanca e, il 19 marzo successivo (festa di san Giuseppe), ricevettero l'abito carmelitano dal vescovo Joaquín Lluch y Garriga.
L'istituto venne approvato da papa Leone XIII il 1º luglio 1901: le sue costituzioni, riviste dopo la promulgazione del Codice Piano Benedettino, vennero approvate ad experimentum il 2 luglio 1930 e definitivamente il 14 dicembre 1942.
La fondatrice è stata beatificata il 9 novembre 2003 da papa Giovanni Paolo II e canonizzata da papa Benedetto XVI il 23 ottobre 2011..

## Attività e diffusione
Il fine delle Serve di San Giuseppe è la promozione umana dell'infanzia e della gioventù femminile, soprattutto negli ambienti operai: si dedicano ad attività educative e sociali.
Sono presenti in Spagna, Italia, Repubblica Democratica del Congo, America Latina (Argentina, Bolivia, Cile, Colombia, Cuba, Perù), Filippine, Vietnam e Papua Nuova Guinea: la sede generalizia è a Roma.
Al 31 dicembre 2005 l'istituto contava 684 religiose in 96 case.